# Marson

Marson este o comună în departamentul Marne, Franța. În 2009 avea o populație de 282 de locuitori.